# The Nolans
The Nolans, tot 1980 bekend als The Nolan Sisters, is een Brits-Ierse popgroep. De zanggroep bestaat uit een (wisselend) aantal leden van de familie Nolan en werd in 1974 opgericht in Blackpool. Met 30 miljoen verkochte platen is de groep een van de bestverkopende girl bands aller tijden.

## Achtergrond
De ouders van de zangeressen, Tommy en Maureen Nolan, ontmoetten elkaar in het Ierse Dublin. Omdat er in Ierland geen werk was, verhuisde het gezin in 1962 naar het Britse Blackpool. In 1963 richtte de familie de zanggroep The Singing Nolans op, bestaande uit de ouders en hun zeven kinderen. In 1965 werd nog een achtste kind, Coleen Nolan, geboren. Na een optreden in het Cliffs Hotel in Blackpool kwam Tommy Nolan in aanraking met een zakenman die voorstelde dat de dochters in zijn club in Londen zouden kunnen zingen. Het gezin verhuisde in 1974 naar Londen en de zanggroep, die toen bestond uit de zes dochters Anne, Denise, Maureen, Linda, Bernadette ("Bernie") en Coleen, werd dat jaar vaste gast in het muziekprogramma It's Cliff Richard van Cliff Richard.
In 1974 bracht de groep op het EMI-label hun debuutsingle "But I Do" uit. Deze single, en ook een aantal andere singles uitgebracht door Target Records die de jaren erna uitgebracht werden, behaalden geen hitnotering. De doorbraak van de groep kwam in 1978 met het album 20 Giant Hits. Dit album bestond uit covers van muziek van onder meer Paul McCartney, Stevie Wonder en Neil Diamond en behaalde de derde plek in de Britse hitparade. Dat jaar trad de groep ook op in het voorprogramma tijdens de Amerikaanse tournee van Engelbert Humperdinck. Het commerciële succes kwam echt nadat de groep in 1979 met Epic Records een contract tekende en op disco geïnspireerde popmuziek begon op te nemen. De singles "I'm in the Mood for Dancing", "Don't Make the Waves", "Gotta Pull Myself Together" en "Attention to Me" (Alarmschijf) bereikten elk in verschillende Europese landen de top 10. Het album Nolan Sisters bereikte in Groot-Brittannië de gouden status.
In 1980 veranderde de groep haar naam in The Nolans. De single "Sexy Music" werd een grote hit in Japan. Ook de albums Making Waves (1980) en Portrait (1982) waren een commercieel succes. Hierna ging het bergafwaarts met de groep en werden geen grote hits meer behaald. Begin 21e eeuw deden verschillende leden van de groep een weinig succesvolle poging tot een solocarrière. In 2013 overleed Bernie Nolan, in 2025 Linda Nolan.

## Discografie
Als The Singing Nolans:
- The Singing Nolans (1972)

Als The Nolan Sisters:
- The Nolan Sisters (1975)
- 20 Giant Hits (1978)
- Nolan Sisters (1979)

Als The Nolans:
- Making Waves (1980)
- Portrait (1982)
- Girls Just Wanna Have Fun! (1984)
- Tenderly (1986)
- Playback Part 2 (1991)
- Rock and Rolling Idol (1991)
- Tidal Wave (1991)
- The Hottest Place on Earth (1992)
- Please Don't (1992)
- The Nolans Sing Momoe 2005 (2005)
- I'm in the Mood Again (2009)

### NPO Radio 2 Top 2000
Van The Nolans stond alleen I'm in the mood for dancing in 1999 in de NPO Radio 2 Top 2000, op plek 1741.

## Leden
- 1963-1963: Tommy Sr., Maureen, Tommy Jr., Brian, Anne, Bernie, Linda & Denise
- 1974-78: Maureen, Anne, Bernie, Linda & Denise
- 1978-80: Maureen, Anne, Bernie & Linda
- 1980-82: Maureen, Bernie, Linda & Coleen
- 1982-83: Maureen, Anne, Bernie, Linda & Coleen
- 1983-94: Maureen, Anne, Bernie & Coleen
- 1994-95: Maureen, Anne & Bernie
- 1995-2005: Maureen & Anne
- 2009: Maureen, Bernie, Linda & Coleen
- 2020: Maureen, Anne, Linda, & Coleen
- 2021-25: Maureen, Anne, Linda, Denise & Coleen
- 2025-: Maureen, Anne, Denise & Coleen